# Чёртов стол
Чёртов стол (нем. Teufelstisch) — грибообразное скалообразование из красного песчаника в Хинтервайдентале (нем. Hinterweidenthal), Германия.
14-метровый Чёртов стол является памятником природы Пфальца, исторической области федеральной земли Рейнланд-Пфальц.

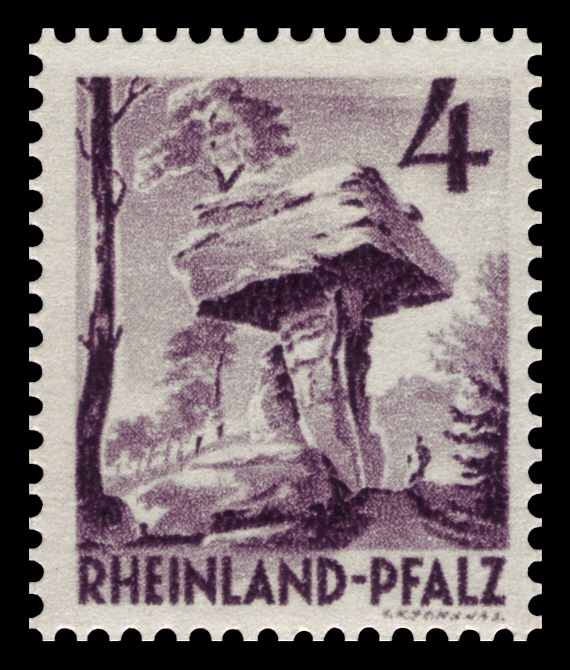
Почтовая марка с изображением Чёртова стола.

В 1947—1948 годах Чёртов стол изображался на почтовых марках.

## География
Чёртов стол находится в нескольких сотнях метров к югу от федеральной трассы № 10 и к западу от Хинтервайденталя на 312-метровом горном хребте, который простирается на расстояние двух километров от Эчберга на юго-западе, перед 324-ти метровой горой Handschuh-Kopf на северо-востоке. Благодаря своему положению скала, возвышающаяся над окружающим её лесом, видна издалека. Ночью она искусственно освещается с северной стороны так, что её видно с федеральной трассы № 10.

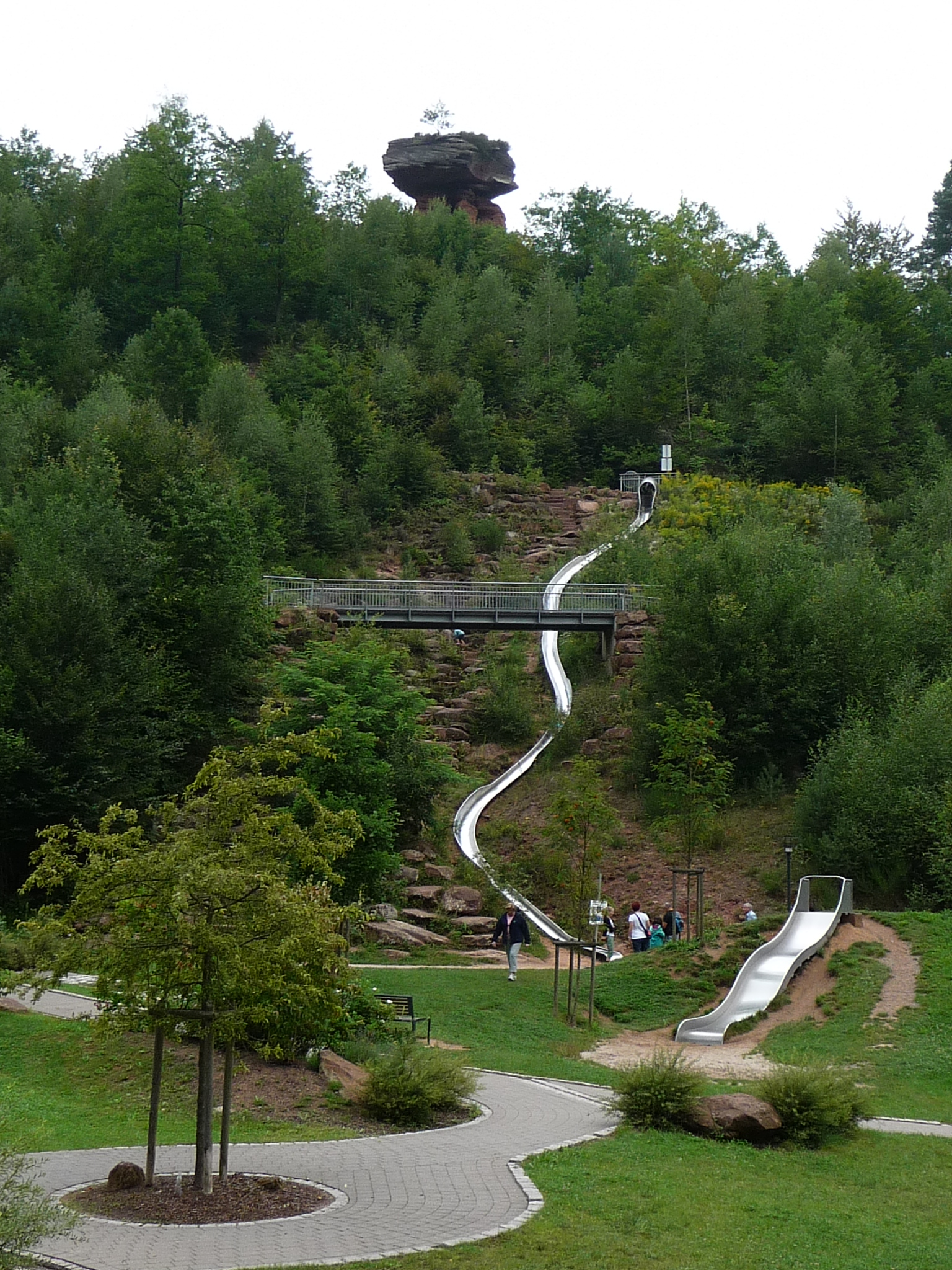
Игровая площадка с большой горкой у подножия Чёртова стола.

У подножия хребта, на котором находится Чёртов стол, есть удобная парковка для машин, небольшой ресторанчик и увлекательная игровая площадка для детей с большой горкой.

## Геология
Столешница Чёртова стола образована мощной каменной плитой из плотного песчаника предполагаемым весом в 284 тонны. Основной состав столешницы, как и несущей его «ноги», представляет цветной песчаник, широко распространённый в его окрестностях. Под влиянием эрозии поверхностных пород нога Чёртова стола приобрела причудливые форму и окрас. Высота несущей колонны составляет приблизительно 11 метров, а толщина плиты (столешницы) — 3 метра.

## Сказание о Чёртовом столе
Существует легенда, которая рассказывает о том, что однажды, в далёкие, незапамятные времена, чёрт пересёк леса Пфальцервальда за одну ночь, сильно устав и проголодавшись. Оглядевшись, он не нашёл удобного места для отдыха. Не долго думая, он схватил два больших камня и сложил из них стол. Поев, чёрт ушёл по своим делам. Ранним утром следующего дня люди увидели Чёртов стол и испугались. Один же молодой храбрец заявил, что ничего не боится и поужинает вместе с чёртом. Вечером он пошёл к столу, а где-то в полночь люди услышали ужасный крик. Утром они добрались до Чёртова стола, но никого там не нашли. Хвастун пропал, но и чёрт больше в этих краях не появлялся. Местный поэт Фритц Клаус (нем. Fritz Claus; 05.08.1853 — 6.02.1923), собиравший и перекладывавший местный фольклор на стихи, написал в стихотворной форме «Сказание о Чёртовом столе».

## Туризм и спорт
В сентябре 2009 года у подножия Чёртова стола был открыт небольшой парк развлечений Erlebnispark Teufelstisch, бесплатный и доступный для всех. На его территории находится огромная металлическая горка, лабиринт, ведущий у башне, различные каменные препятствия, качели, канатка, мини-гольф и т. д.
В ближайшей округе очень хорошо развита инфраструктура пешего и велосипедного туризма. Любители скалолазания также найдут многочисленные возможности для занятия своим любимым занятием.